# Grand Prix d'été de combiné nordique 2014
Navigation
2013 2015
Le Grand Prix d'été de combiné nordique 2014 est la dix-septième édition de la compétition estivale de combiné nordique. La compétition a été remportée par le coureur allemand Johannes Rydzek, qui avait déjà remporté cette compétition en 2010 et 2011 et il a réalisé l'exploit de remporter chacune des épreuves de cette édition.
Elle s'est déroulée à la fin du mois d'août 2014, en cinq épreuves disputées sur trois sites différents. Les épreuves ont commencé en Allemagne, à Oberwiesenthal, près de la frontière tchèque, se sont poursuivies en Autriche, à Villach, avant que de s'achever en Allemagne, en Bavière cette fois, à Oberstdorf.
En marge des courses d'Oberstdorf, des courses de jeunes filles ont été organisées pour la première fois.

## Organisation de la compétition

### Programme et sites de compétition
Cette dernière étape a également donné lieu à des compétitions de minimes, dont des épreuves féminines. Ce sont les premières épreuves féminines internationales jamais organisées. 9 pays et 40 compétitrices y participaient.
| Ville          | Tremplin                  | Image                                                                |
| -------------- | ------------------------- | -------------------------------------------------------------------- |
| Oberwiesenthal | Fichtelbergschanzen (de)  | Plusieurs tremplins de saut à ski                                    |
| Villach        | Villacher Alpenarena (en) | Les aires de réceptions de trois tremplins de saut à ski vue de côté |
| Oberstdorf     | Tremplins de Schattenberg | Deux tremplins de saut à ski                                         |

### Dotation financière
Les organisateurs de chaque course doivent consacrer 10 000€ au prize money. La distribution est la suivante : 8 000€ pour le classement de la course (les six premiers de l'individuel et les six premières équipes du Team Sprint),.
| Place      | 1er     | 2e      | 3e      | 4e      | 5e    | 6e    |
| ---------- | ------- | ------- | ------- | ------- | ----- | ----- |
| Récompense | 2 600 € | 2 000 € | 1 400 € | 1 000 € | 600 € | 400 € |

Les 2 000€ restant sont consacrés à la dotation du classement général qui est distribué aux trois premiers de ce classement. Le vainqueur touche 5 000€, le deuxième 3 000€ et le troisième 2 000€.

## Compétition

### Avant la compétition

#### Athlètes pouvant participer
Les nations qui le souhaitent peuvent engager un nombre limité d'athlètes par compétition:
| Nations                                                                         | Quotas | Motifs |
| ------------------------------------------------------------------------------- | ------ | --- |
| Allemagne, Norvège, Autriche                                                    | 8      | Nations classées aux trois premières places du classement des nations de la Coupe du monde de combiné nordique 2013-2014             |
| France, Japon, États-Unis                                                       | 6      | Nations classées entre la quatrième et la sixième place du classement des nations de la Coupe du monde de combiné nordique 2013-2014 |
| Italie, Finlande, Slovénie, Tchéquie, Suisse, Estonie, Russie, Pologne, Ukraine | 4      | Autres nations classées dans le classement des nations de la Coupe du monde de combiné nordique 2013-2014                            |
| Autres nations                                                                  | 2      | Nations n'ayant marqué aucun point en coupe du monde                                                                                 |

La nation « à domicile » peut engager quatre athlètes supplémentaires.
Sont sélectionnables, les athlètes ayant :
- marqué des points en coupe du monde
- marqué des points en coupe continentale
- participé à la coupe du monde, à la coupe continentale ou aux championnats du monde junior.

#### Participants
La compétition rassemble les meilleurs athlètes mondiaux. Les Français, absents en 2013 viennent avec leurs meilleurs athlètes sauf Sébastien Lacroix qui déclare forfait en raison de la naissance de son fils,.

### Déroulement de la compétition

#### Oberwiesenthal
Les Allemands, Eric Frenzel et Johannes Rydzek dominent facilement le sprint par équipes,.

## Classements finaux

### Individuel
| Rang | Nom                 | Points |
| ---- | ------------------- | ------ |
| 01.  | Johannes Rydzek     | 400    |
| 02.  | Eric Frenzel        | 285    |
| 03.  | Björn Kircheisen    | 229    |
| 04.  | Marjan Jelenko      | 160    |
| 05.  | Jason Lamy Chappuis | 140    |
| 06.  | Mario Seidl         | 138    |
| 07.  | Christoph Bieler    | 119    |
| 08.  | Lukas Greiderer     | 115    |
| 09.  | Miroslav Dvořák     | 104    |
| 10.  | Harald Lemmerer     | 093    |
| 11.  | Ilkka Herola        | 087    |
| 12.  | Jakob Lange         | 077    |
| 13.  | Bernhard Gruber     | 064    |
| 14.  | Jan Schmid          | 061    |
| 15.  | Maxime Laheurte     | 059    |
| 16.  | Yoshito Watabe      | 058    |

| Rang | Nom               | Points |
| ---- | ----------------- | ------ |
| 17.  | Magnus Krog       | 057    |
| 18.  | François Braud    | 047    |
|      | Manuel Faißt      | 047    |
| 20.  | Tim Hug           | 046    |
| 21.  | Tomas Portyk      | 043    |
|      | Samuel Costa      | 043    |
| 23.  | Marco Pichlmayer  | 040    |
| 24.  | Franz-Josef Rehrl | 038    |
| 25.  | Fabian Steindl    | 034    |
| 26.  | Jørgen Graabak    | 032    |
|      | Wolfgang Bösl     | 032    |
| 28.  | Håvard Klemetsen  | 031    |
| 29.  | Armin Bauer       | 026    |
| 30.  | Takehiro Watanabe | 024    |
| 31.  | Alessandro Pittin | 022    |
| 32.  | Ernest Yahin      | 016    |

| Rang | Nom                 | Points |
| ---- | ------------------- | ------ |
|      | Szczepan Kupczak    | 016    |
| 34.  | Thomas Kjelbotn     | 013    |
| 35.  | Nicolas Martin      | 012    |
| 36.  | Gašper Berlot       | 011    |
| 37.  | Tobias Kammerlander | 009    |
| 38.  | Tomaz Druml         | 008    |
|      | Tino Edelmann       | 008    |
|      | Geoffrey Lafarge    | 008    |
| 41.  | Pavel Churavý       | 005    |
| 42.  | Kristjan Ilves      | 004    |
|      | Samuel Guy          | 004    |
| 44.  | Terence Weber       | 003    |
| 45.  | Pawel Slowiok       | 002    |
| 46.  | Matti Herola        | 001    |

### Coupe des Nations
Le classement de la Coupe des nations est établi à partir d'un calcul qui fait la somme de tous les résultats obtenus par les athlètes d'un pays dans les épreuves individuelles ainsi que les deux meilleurs résultats du sprint par équipes. Une équipe du pays en tête de ce classement s'élancera en dernier lors du saut de l'épreuve par équipes.
| Rang | Nom       | Points |
| ---- | --------- | ------ |
| 01.  | Allemagne | 1 281  |
| 02.  | Autriche  | 0833   |
| 03.  | France    | 0370   |
| 04.  | Norvège   | 0319   |
| 05.  | Tchéquie  | 0302   |
| 06.  | Slovénie  | 0171   |
| 07.  | Italie    | 0166   |
| 08.  | Finlande  | 0138   |
| 09.  | Japon     | 0082   |
| 10.  | Suisse    | 0046   |
| 11.  | Pologne   | 0043   |
| 12.  | Russie    | 0016   |
| 13.  | Estonie   | 0004   |

## Résultats

### Résultats synthétiques
| Date         | Épreuve                                | Vainqueur                                   | Deuxième                                       | Troisième                                      | Leader du Grand Prix               |
| ------------ | -------------------------------------- | ------------------------------------------- | ---------------------------------------------- | ---------------------------------------------- | ---------------------------------- |
| 23 août 2014 | Sprint par équipes HS 106 / 2 × 7,5 km | Allemagne I- Eric Frenzel - Johannes Rydzek | Autriche I- Christoph Bieler - Bernhard Gruber | Allemagne II- Björn Kircheisen - Tino Edelmann | Non attribué : épreuve par équipes |
| 24 août 2014 | Épreuve individuelle HS 106 / 10 km    | Johannes Rydzek                             | Eric Frenzel                                   | Björn Kircheisen                               | Johannes Rydzek                    |

| Date         | Épreuve                            | Vainqueur       | Deuxième         | Troisième      | Leader du Grand Prix |
| ------------ | ---------------------------------- | --------------- | ---------------- | -------------- | -------------------- |
| 27 août 2014 | Épreuve individuelle HS 98 / 10 km | Johannes Rydzek | Björn Kircheisen | Marjan Jelenko | Johannes Rydzek      |

| Date         | Épreuve                             | Vainqueur       | Deuxième     | Troisième        | Leader du Grand Prix |
| ------------ | ----------------------------------- | --------------- | ------------ | ---------------- | -------------------- |
| 29 août 2014 | Épreuve individuelle HS 137 / 10 km | Johannes Rydzek | Eric Frenzel | Björn Kircheisen | Johannes Rydzek      |
| 30 août 2014 | Épreuve individuelle HS 137 / 15 km | Johannes Rydzek | Eric Frenzel | Lukas Greiderer  | Johannes Rydzek      |

### Résultats détaillés par athlète
Le tableau suivant récapitule les places obtenus par les athlètes engagés dans les quatre épreuves individuelles.